# Martin Jawurek
Martin Jawurek (* 19. März 1966 in Krems an der Donau) ist ein Brigadier des österreichischen Bundesheeres.

## Militärische Laufbahn

### Ausbildung und erste Verwendungen
Jawurek trat 1984 dem Bundesheer bei und absolvierte die Theresianische Militärakademie, wo er bis 1988 zum Fliegerabwehroffizier ausgebildet wurde. Anschließend diente er als Truppenoffizier bis hin zur Funktion eines Batteriekommandanten.

### Dienst als Stabsoffizier
Er absolvierte die Generalstabsausbildung an der Landesverteidigungsakademie in Wien und wurde anschließend bei der UN-Mission auf Zypern als österreichischer Kontingentskommandant eingesetzt. Danach kam er an die Landesverteidigungsakademie zurück, wo er die Führungsabteilung leitete.
Am 28. April 2004 übernahm er im Rang eines Oberstleutnants des Generalstabs das Kommando über das Jägerbataillon 18 in Sankt Michael in der Steiermark.

### Dienst im Generalsrang
Im Oktober 2016 wurde Brigadier Martin Jawurek offiziell zum neuen Militärkommandanten für Niederösterreich bestellt.
Anschließend wurde er der Landesverteidigungsakademie Dienst zugeteilt. Von dort wechselte er 2024 ins Bundesministerium für Landesverteidigung. Das Militärkommando führte interimistisch Michael Lippert, 2024 wurde Georg Härtinger zu seinem Nachfolger als Landesmilitärkommandant bestellt.

### Auslandseinsätze
- als Kommandeur des österreichischen Kontingents der Mission United Nations Peacekeeping Force in Cyprus auf Zypern
- 2005 als Kommandeur des österreichischen Kontingents der Operation Althea in Bosnien und Herzegowina

## Privates
Martin Jawurek ist verheiratet und Vater von zwei Kindern.